# 야와타번
야와타 번(일본어: 八幡藩 야와타한[*])은 일본 에도 시대 전기 가즈사국 내에 있던 번으로, 지금의 지바현 이치하라시 야와타에 위치했다. 미노 하치만 번(야와타 번과 한자가 같다)과 구분하기 위해 일반적으로 가즈사 야와타 번(上総八幡藩)으로 표기하는 경우가 많다. 번청은 야와타 진야이다.

## 번의 역사
가즈사 가리야 번주였던 후다이 다이묘 호리 나오요시는 간분 8년(1668년) 12월에 진야를 가리야에서 이치하라 군 야와타로 이전하면서 가즈사 야와타 번이 세워졌다. 나오요시는 겐로쿠 4년(1691년) 2월에 49세로 사망하였고, 장남 호리 나오사다가 그 뒤를 이었다. 나오사다는 겐로쿠 11년(1698년) 3월에 에치고국 시야번으로 옮겨가게 되었고, 이에 따라 가즈사 야와타 번은 폐지되었다.

## 역대 번주
1. 호리 나오요시(堀直良) 재위 1668년 ~ 1691년
2. 호리 나오사다(堀直宥) 재위 1691년 ~ 1698년